# Supercoupe du Japon de football 1996
Navigation
Édition précédente Édition suivante
L'édition 1996 de la Supercoupe du Japon est la 3e de la Supercoupe du Japon et se déroule le 9 mars 1996 au Stade olympique national à Tokyo au Japon.
Les règles du match sont les suivantes : la durée de la rencontre est de 90 minutes, puis, en cas de match nul, les deux équipes se départageront directement lors d'une séance de tirs au but.
Le match oppose le Yokohama Marinos, vainqueur de la J League 1995, face au Nagoya Grampus Eight, vainqueur de la Coupe du Japon 1995.

## Feuille de match
| Yokohama ·     |                   |     |
| Titulaires :   |                   |     |
|                |                   |     |
| 01             | Masahiko Nakagawa |     |
| 02             | Takehito Suzuki   |     |
| 03             | Masami Ihara      |     |
| 04             | Norio Omura       |     |
| 05             | Satoru Noda       |     |
| 06             | Gustavo Zapata    |     |
| 07             | Takahiro Yamada   |     |
| 08             | Masaharu Suzuki   |     |
| 09             | Néstor Gorosito   | 56e |
| 10             | Fumitake Miura    | 45e |
| 11             | Alberto Acosta    |     |
|                |                   |     |
| Remplaçants :  |                   |     |
| 12             | Kensaku Omori     | 45e |
| 13             | Yoshiharu Ueno    | 56e |
|                |                   |     |
| Entraîneur :   |                   |     |
| Hiroshi Hayano |                   |     |

| Nagoya ·      |                      |     |
| Titulaires :  |                      |     |
|               |                      |     |
| 01            | Yuji Ito             |     |
| 02            | Kazuhisa Iijima      |     |
| 03            | Alexandre Torres     |     |
| 04            | Go Oiwa              |     |
| 05            | Seiichi Ogawa        |     |
| 06            | Tetsuya Asano        |     |
| 07            | Franck Durix         |     |
| 08            | Tetsuya Okayama      | 76e |
| 09            | Dragan Stojković     | 83e |
| 10            | Takashi Hirano       |     |
| 11            | Kenji Fukuda         | 64e |
|               |                      |     |
| Remplaçants : |                      |     |
| 13            | Tetsuo Nakanishi     | 64e |
| 14            | Yasuyuki Moriyama    | 76e |
| 15            | Shigeyoshi Mochizuki | 83e |
|               |                      |     |
| Entraîneur :  |                      |     |
| Arsène Wenger |                      |     |

| Yokohama ·     |                   |     |
| Titulaires :   |                   |     |
|                |                   |     |
| 01             | Masahiko Nakagawa |     |
| 02             | Takehito Suzuki   |     |
| 03             | Masami Ihara      |     |
| 04             | Norio Omura       |     |
| 05             | Satoru Noda       |     |
| 06             | Gustavo Zapata    |     |
| 07             | Takahiro Yamada   |     |
| 08             | Masaharu Suzuki   |     |
| 09             | Néstor Gorosito   | 56e |
| 10             | Fumitake Miura    | 45e |
| 11             | Alberto Acosta    |     |
|                |                   |     |
| Remplaçants :  |                   |     |
| 12             | Kensaku Omori     | 45e |
| 13             | Yoshiharu Ueno    | 56e |
|                |                   |     |
| Entraîneur :   |                   |     |
| Hiroshi Hayano |                   |     |

| Nagoya ·      |                      |     |
| Titulaires :  |                      |     |
|               |                      |     |
| 01            | Yuji Ito             |     |
| 02            | Kazuhisa Iijima      |     |
| 03            | Alexandre Torres     |     |
| 04            | Go Oiwa              |     |
| 05            | Seiichi Ogawa        |     |
| 06            | Tetsuya Asano        |     |
| 07            | Franck Durix         |     |
| 08            | Tetsuya Okayama      | 76e |
| 09            | Dragan Stojković     | 83e |
| 10            | Takashi Hirano       |     |
| 11            | Kenji Fukuda         | 64e |
|               |                      |     |
| Remplaçants : |                      |     |
| 13            | Tetsuo Nakanishi     | 64e |
| 14            | Yasuyuki Moriyama    | 76e |
| 15            | Shigeyoshi Mochizuki | 83e |
|               |                      |     |
| Entraîneur :  |                      |     |
| Arsène Wenger |                      |     |